# Museo laboratorio dell'oro e della pietra
Il Museo laboratorio dell'oro e della pietra, che si trova a Salussola e fa parte dell'Ecomuseo del Biellese, nasce da una ricerca dell'Università di Torino per la valorizzazione della zona della Bassa Serra e dell'area archeologica dell'antica Victimula, presso la frazione San Secondo.
Le sale sono dedicate alla lavorazione dell'oro e della pietra, al processo alla strega Giovanna de' Monduro, alla Resistenza con l'eccidio di Salussola del 9 marzo 1945 e alla figura di don Francesco Cabrio. Uno spazio è dedicato alla collezione di antiche bilance e stadere.